# 어구전철

Listen과 Silent의 어구전철.

LE SSERAFIM과 I'M FEARLESS의 어구전철.

어구전철이 성립하는 두 문장이나 단어는 정렬했을 때 같은 결과가 나타난다.

어구전철(語句轉綴) 또는 애너그램(영어: anagram)은 단어나 문장을 구성하고 있는 문자의 순서를 바꾸어 다른 단어나 문장을 만드는 것이다. 어구전철을 잘 아는 사람들끼리 암호문으로 어구전철을 사용할 수도 있지만 그렇지 못할 경우도 많다. 그 이유는 어구전철은 여러 자의적 해석이 가능하기 때문이다.
한국어에서는 아래와 같은 형태의 어구전철을 만들 수 있다.
- 음절 단위의 어구전철
  - 가나 → 나가, 국왕 → 왕국, 남장 → 장남, 성탄 → 탄성, 순조 → 조순, 비굴 → 굴비, 미개 → 개미, 신발 → 발신, 문전박대 → 대박전문
  - 국자감 → 감자국, 남해군 → 해남군, 창원역 → 원창역, 모로코 → 코모로
  - 방배역 → 배방역, 창신역 → 신창역, 피노키오 → 키노피오, 주군 → 군주, 한국 → 국한
  - 특히, 국왕 → 왕국이나 남해군 → 해남군 등은 한글 표기와 한자 표기가 모두 어구전철(國王 → 王國, 南海郡 → 海南郡)로, 독특한 형태이다.
- 음운 단위의 어구전철
  - 장수 → 상주, 잉어 → 이엉, 소년 → 손녀, 김치 → 기침, 도둑 → 독두
- 영어에서는 stressed→desserts ,  Elvis→lives ,  Permission to dance → Stories on Pandemic

- 일본어에서는 'ワルイージ→いじわる(심술궂음)'
- 어구전철과 비슷한 형태로, 글자를 뒤집어 전혀 다른 글자로 만들 수 있다. 예를 들어, 곰을 뒤집으면 '문'이 되고 '논문'을 뒤집으면 곰국이 된다.
  - 만화가 김성모의 작품 중 나오는 대사 또는 클론 베아트리스의 신조어 대사인 '으아아아'는 반시계방향으로 90도 돌려서 삽입되는 바람에 무심코 읽으면 '호옹이'로 보이는데 (종이에 좁은 간격으로 '으아아아'를 쓴 후 돌려보면 왜 호옹이가 되는지 잘 알 수 있다), 특유의 묘한 어감으로 인해 인터넷 및 매트의 덤 앤드 더머 캐릭터 시리즈에서는 감탄사로 널리 쓰이게 되었다.[1]

## 같이 보기
- 로골로지
- 회문
- 아이서그램
- 리포그램
- 팬그램
- 단어우월효과